# 19009 Ґаленмалі
19009 Ґаленмалі (19009 Galenmaly) — астероїд головного поясу, відкритий 2 вересня 2000 року.
Тіссеранів параметр щодо Юпітера — 3,342.